# のぞかれた花嫁
のぞかれた花嫁（のぞかれたはなよめ）は、1935年10月14日公開の日活映画。

## キャスト
- 杉狂児（山下隆太郎）
- 星玲子（喜久子）
- 見明凡太郎（老巡査）
- 沖悦二（ホテル番頭）
- 吉谷久雄（ボーイA）
- 尾崎輔（ボーイB）
- 上代勇吉（ボーイC）
- 瀧口新太郎（駆け落ちの男）
- 花柳小菊（駆け落ちの女）
- 村田宏寿（男の父）
- 星ひかる（コック）
- 岡譲二（特別出演）
- 江川宇礼雄（〃）
- 小杉勇（〃）
- 広瀬恒美（〃）
- 島耕二（〃）
- 中田弘二（〃）
- 井染四郎（〃）
- 一木札二（〃）

## スタッフ
- 監督：大谷俊夫
- 原作、脚色：小国英雄
- 撮影：永塚一栄

## 主題歌
- 「のぞかれた花嫁」歌・杉狂児
- 「二人は若い」歌・ディック・ミネ・星玲子

昭和10年テイチクレコードより発売。作詞・玉川映二、作曲・古賀政男。
8月にレコードが発売されるも「のぞかれた花嫁」が「歌詞の甘きに失し」主務省から即月発禁を命じられる。歌詞が改作されて再発売された。その後、テイチクはB面の「二人は若い」を中心にプロモーションを行い、その結果「二人は若い」はA面曲を上回るヒットとなった。
発売当時のレコード売上は22〜3万枚に達したとされる。